# Puttemiddag
En puttemiddag er en form for overgangsrite på danske gymnasier og en del af traditionerne omkring optagelsen af nye elever. Det forekommer på flere nordsjællandske gymnasier. Navnet kommer af at en "putte" er betegnelsen for en 1.g.'er på disse gymnasier. 
I offentligheden opfattes puttemiddage som en seksuel begivenhed, hvor især 1.g.-piger udstilles som seksuelle objekter for 3.g.-drenge. Bl.a. Rungsted Gymnasium har som følge af offentlig kritik strammet reglerne vedrørende afholdelse af puttemiddage.
Ifølge Helle Rabøl Hansen, forsker på  Danmarks Pædagogiske Universitet, er puttemiddage en øvelse i magtdemonstration og del-og-hersk-kultur, og er særligt udbredt på Nordsjælland, fordi mange forældre på Nordsjælland tilhører samfundets ledende lag, der hyppigere er uddannet på kostskoler, hvor denne form for ritualer forekommer oftere, end på andre skoleformer.